# The Magic Bush
"The Magic Bush" é o episódio 252 global e o quinto da décima oitava temporada da série de desenho animado South Park, escrito e dirigido pelo co-criador da série Trey Parker. O episódio estreou no canal Comedy Central no dia 29 de outubro de 2014. O episódio faz uma série de sátiras, entre elas: drones, vazamento de fotos íntimas de celebridades, o homicídio de Michael Brown e os tumultos em Ferguson em 2014.

## Recepção
O episódio recebeu críticas, maioria positivas por parte dos críticos. O episódio recebeu a nota C+ da classificação de Eric Thurn do The A.V. Club. O colaborador da IGN, Max Nicholson deu ao episódio a nota 8,2 de 10. Daniel Kurland do Den of Geek elegeu 4/5 estrelas ao episódio.